# بئر الوصفان
بِئْر الوُصْفَان قرية تقع بمعتمدية الشراردة بولاية القيروان من الوسط التونسي. وهي تتبع لعمادة أولاد فرج الله وقد تم تقسيم القرية لجزئين شطر شمالي يتبع معتمدية بوحجلة وعمادة أولاد فرج الله الشمالية وشطر جنوبي يتبع معتمدية الشراردة وعمادة أولاد فرج الله الجنوبية وقد عانت قرية بئر الوصفان طويلا من هذا التقسيم الخاطئ الذي حرمها من عديد المكاسب وعطل عجلة التنمية بها وتشهد القرية احتجاجات متواصلة تطالب باعادة النظر في هذا التقسيم الظالم وتمكينها من بلدية.